# آدام کرواسدل
آدام کرواسدل (انگلیسی: Adam Croasdell؛ زادهٔ ۱۰ ژوئیه ۱۹۷۶) بازیگر اهل زیمبابوه-بریتانیا است. وی از سال ۱۹۹۸ میلادی تاکنون مشغول فعالیت بوده‌است.

## گزیدهٔ نقش‌آفرینی‌ها
از فیلم‌ها یا مجموعه‌های تلویزیونی که وی در آن‌ها نقش داشته‌است، می‌توان به چیس، سوپرنچرال (۲۰۱۰)، شهر هالبی (۲۰۰۰)، گربه‌ای میان کبوتران، نیروی برای حمله (۲۰۰۶)، نیروی نهایی (۲۰۰۵)، تارزان و شهر گمشده (۱۹۹۸)، پوآرو (مجموعه تلویزیونی) (۲۰۰۸)، ایست‌اندرز (۲۰۰۹–۱۰)، ان‌سی‌آی‌اس: لس آنجلس (۲۰۱۳)، نیکیتا (۲۰۱۳)، ان‌سی‌آی‌اس (۲۰۱۴–۱۶)، روزی روزگاری (مجموعه تلویزیونی آمریکایی) (۲۰۱۵)، حکومت (مجموعه تلویزیونی) (۲۰۱۷)، واعظ (مجموعه تلویزیونی) (۲۰۱۸) و کسلوانیا (مجموعه تلویزیونی) (۲۰۱۸) اشاره کرد.